# Seymour Hersh
Seymour Myron "Cy" Hersh (Chicago, 8 de abril de 1937) é um jornalista investigativo norte-americano, ganhador do Prémio Pulitzer de Reportagem Internacional e especializado em geopolítica, atividades dos serviços secretos e assuntos militares dos Estados Unidos.

## Biografia
Seymour Hersh é filho de judeus lituanos, falantes de Yiddish, que emigraram da Lituânia e da Polônia para os Estados Unidos, onde abriram uma lavanderia em Chicago. Depois de se graduar em História, na Universidade de Chicago, Hersh trabalhou na rede de farmácias Walgreen's, até ser aceito na Faculdade de Direito da Universidade de Chicago, de onde logo foi jubilado, por ter notas baixas. Depois de voltar a trabalhar por um curto período na rede de farmácias  Hersh começou sua carreira jornalística como repórter policial para o City News Bureau, em 1959. Mais tarde, tornou-se correspondente da United Press International em South Dakota. Em 1963, tornou-se correspondente da Associated Press em Chicago e Washington. Quando trabalhava em Washington, Hersh conheceu e ficou amigo de Isador Feinstein Stone, um jornalista independente, crítico virulento do macartismo, cujo jornal, o I. F. Stone's Weekly serviria como inspiração para o trabalho posterior de Hersh. Foi nessa época que Hersh começou a formar seu estilo investigativo, indo além dos briefings do Pentágono e procurando entrevistar individualmente os oficiais de alto escalão.
Depois de se desentender com a Associated Press, que se recusara a publicar uma matéria sobre as atividades do governo dos EUA envolvendo armas biológicas e químicas, Seymour Hersh saiu da AP e vendeu sua história à revista The New Republic.
Durante as eleições presidenciais de 1968, Hersh foi assessor de imprensa da campanha do senador Eugene McCarthy, que disputou com Lyndon B. Johnson a candidatura à presidência pelo Partido Democrata. 
Seu livro The Price of Power: Kissinger in the Nixon White House, ganhou o National Book Critics Circle Award. 
Num artigo de 2004, Hersh relata as manobras do vice-presidente Dick Cheney e do secretário de Defesa dos Estados Unidos, Donald Rumsfeld para retirar as funções normais de inteligência da CIA de modo a realizar o intento de invadir o Iraque, em 2003. Em outro artigo, Lunch with the Chairman, sobre o político e lobista Richard Perle, levou Perle a dizer que, no jornalismo americano, Hersh era o que havia de mais parecido com um terrorista.
Em maio de 2004, Hersh publicou uma série de artigos descrevendo e mostrando com fotos a tortura de prisioneiros na prisão iraquiana de Abu Ghraib, por militares dos Estados Unidos.
Em 2015, escreveu uma longa reportagem na London Review of Books, na qual afirmou que a versão oficial do governo americano sobre a captura e morte de Osama Bin Laden foi forjada pelos Estados Unidos para melhorar a imagem do presidente Obama, então em campanha para reeleição. Segundo Hersh, Osama teria sido capturado pelos paquistaneses em 2006 e, desde então, mantido prisioneiro com ajuda financeira da Arábia Saudita. O assassinato de Bin Laden pelos americanos teria sido negociado com o Paquistão por uma quantia módica de 25 milhões de dólares. Ele teria sido morto sem qualquer resistência e, diferentemente da narrativa oficial, seu corpo teria sido jogado de dentro de um helicóptero na cordilheira do Indocuche, entre o Paquistão e o Afeganistão, e não jogado ao mar. A versão oficial relata que Bin Laden foi morto em maio de 2011 pelos Navy SEALs dos Estados Unidos em Abbottabad.

## Principais feitos jornalísticos
- Revelação do massacre de My Lai, no Vietnam, em novembro de 1969, o que lhe valeu o  prêmio Pulitzer de 1970.
- Revelação do projeto Jennifer (tentativa de resgate dos destroços do submarino soviético K-129 promovida pela CIA, também em 1969, visando recuperar, em proveito dos Estados Unidos, dados e tecnologias soviéticas).
- Revelação das atividades ilegais da CIA contra organizações pacifistas e outros movimentos políticos de oposição, nos Estados Unidos,  em 1974, o que resultou na demissão de James Jesus Angleton, chefe da contraespionagem da CIA.
- Revelação da existência do Office of Special Plans (OSP) do Departamento de Defesa norte-americano, ao publicar o artigo "Selective Intelligence", em 2003.[6]

### Artigos
- The Killing of Osama bin Laden.  Por Seymour M. Hersh. London Review of Books, vol.37 nº 10,  21 de maio de 2015, pp 3-12
- The Red Line and the Rat Line. Sobre Obama, Erdoğan e os rebeldes sírios.  London Review of Books, vol. 36 nº 8  17 de abril de 2014, pp 21-24
- London Review of Books, vol.  35 nº 24,  19  de dezembro de 2013, pp 9-12. «Whose sarin?» 🔗
- Palestra proferida na Boston University, 19 de Maio de 2009. «Current State of Investigating Reporting»[ligação inativa]
- "The Stovepipe" — Como os conflitos entre a administração Bush e a comunidade de informação desfiguraram os relatórios sobre as armas  do Iraque The New Yorker, 27 de outubro de 2003.
- "Torture at Abu Ghraib" — Soldados americanos brutalizaram iraquianos. Até onde vai a responsabilidade?, The New Yorker, 10 de maio de 2004.
- "Chain of Command" — Como o Departamento de Defesa tratou o desastre de Abu Ghraib, The New Yorker, 17 de maio de 2004.
- "The Gray Zone" — Como um programa secreto do Pentágono chegou a Abu Ghraib, The New Yorker, 24 de maio de 2004
- "The Coming Wars" — O que o Pentágono pode agora fazer em segredo, The New Yorker, 24 de janeiro de 2005; a resposta do Departamento de Defesa
- "Watergate Days", The New Yorker, 13 de junho de 2005.
- "Get Out the Vote" —  Washington tentou manipular as eleições do Iraque? The New Yorker, 25 de julho de 2005.
- "Up in the Air" — Para onde vai a guerra do Iraque agora? The New Yorker, 5 de dezembro de 2005.
- "The Iran Plans" — O presidente Bush iria à guerra para impedir Teerã de obter a bomba?, The New Yorker, 17 de abril de 2006.
- "Last Stand" — A dissidência militar na política iraniana. The New Yorker, 10 e 17 de julho de 2006.
- "Watching Lebanon" — Os interesses de Washington na guerra de Israel. The New Yorker, 21 de agosto de 2006.
- "The Next Act" — Uma administração desgastada teria menor ou maior probabilidade de atacar o Irã? The New Yorker, 27 de novembro de 2006.
- "The Redirection" — A nova política da administração Bush está beneficiando os nossos inimigos na guerra contra o terrorismo? The New Yorker, 5 de março de 2007.
- "The General's Report" — Como Antonio Taguba, que investigou o escândalo de Abu Ghraib, tornou-se uma das suas vítimas. The New Yorker, 25 de junho de 2007.
- "Shifting Targets" — O plano da administração Bush para o Irã. The New Yorker, 8 de outubro de 2007.
- "A Strike in the Dark" — O que Israel bombardeou na Síria?, The New Yorker, 11 de fevereiro de 2008.
- "Preparing the Battlefield" — A administração Bush intensifica suas ações secretas contra o Irã. The New Yorker, 7 de julho de 2008.
- "Syria Calling" — A chance da administração Obama  de promover a paz no Oriente Médio. The New Yorker, 6 de abril de 2009.
- "Defending the Arsenal" — Em um Paquistão instável, ogivas nucleares pode estar seguras? The New Yorker, 16  de novembro de 2009.